# Мурмур
Мурмур (в демонологии) — великий герцог и граф Ада, и под его командованием находится тридцать легионов демонов. Он учит философии и может заставить души умерших явиться перед фокусником, чтобы ответить на любой желаемый вопрос. Перед восстанием против Бога Мурмур носил имя «Матиас».
Мурмур изображён в виде солдата верхом на коршуне или грифоне в герцогской короне. Перед ним идут двое его служителей, трубя в трубы. «Мурмур» на латыни означает шум, шёпот, ропот и звук трубы. Некоторые авторы изображают его просто стервятником.
Другое написание: Murmus, Murmuur, Murmux.